# Convoluta convoluta
Convoluta convoluta är en plattmaskart som först beskrevs av Abildgaard 1806.  Convoluta convoluta ingår i släktet Convoluta och familjen Convolutidae. Arten är reproducerande i Sverige. Inga underarter finns listade i Catalogue of Life.